# 厚ヶ瀬美姫
厚ヶ瀬 美姫（あつがせ みき、1991年2月12日 - ）は、日本の元女子プロ野球選手、野球指導者。大阪府枚方市出身。現在は厚ヶ瀬 壱哉（あつがせ いちや）に名を改め、男性の野球指導者として活動している。
女子野球選手としての現役時代は、球界のミキティとも呼ばれた。

## 概要
3歳の頃から、父親の所属する草野球チームの練習に参加し、小学校1年の時に父が監督を務める少年野球チーム「菅原東ビクトリー」に入部。小学の間は両親の方針から野球以外にも様々な習い事に通ったが、飽きっぽい性格が災いして長続きしなかった。しかし、なぜか野球だけは6年間続けることができた。中学に入ると女子が入部できる軟式野球部が無かったため、父が軟式野球チーム「牧方ビクトリー」を結成し、そのチームでショートのレギュラーを掴む。中学卒業後は女子硬式野球部のある神村学園高校に入学し、在学中は野口霞、中野菜摘と合わせて「神村学園三人娘」と呼ばれた。高校3年時の2008年のIBAF女子ワールドカップでは日本代表に選出され、遊撃のレギュラーとして5割を超える打率を残し、世界一に貢献した。
2009年、高校卒業後スポーツトレーナーをめざし専門学校に入学。野球を引退する。しかし、それによって生活に身が入らなくなってしまい、見かねた父親がクラブチーム（塁ベースボールクラブ）を結成し、そこでプレーした。それでも目標を失った消失感に悩まされていたが、同年8月に日本女子プロ野球の発足が発表されると、もう一度トップで野球をやりたいとの思いがこみ上げてくる。その後専門学校を自主退学し、父親と野球の猛特訓を開始し、トライアウトにてトップクラスの評価を受けて合格した。その際の履歴書の自己PR欄には、「私は野球をするために生まれてきた女子です」と記されていた。同年12月のドラフト会議で兵庫スイングスマイリーズから内野手1位指名を受け、入団。
プロ1年目となる2010年シーズンでは、主に一番・遊撃として全40試合連続出塁の記録を残し、攻守と相まってリーグの看板選手へと成長した。翌2011年シーズンでは、リーグ2人目となる通算100安打を達成。盗塁王にも輝いた。2012年シーズンからはチームのキャプテンに就任することが発表された。2017年8月30日、わかさスタジアム京都でライトへプロ入り初ホームランを打つ。2018年8月17日、わかさスタジアム京都でリーグ3人目となる通算400安打を達成。2019年から京都フローラに移籍。守備コーチを兼任した。同年11月1日に現役を引退し、2020年2月11日に愛知ディオーネの監督に就任することが発表された。
2021年、性別適合手術を受け男性となり、厚ヶ瀬壱哉に名を改めた。
野球から離れていたが、指導者としてのオファーがあり、2022年10月5日にエイジェック学園スポーツ健康医療専門学校の女子硬式野球部監督に就任、翌2023年にはエイジェック女子硬式野球部総合コーチを兼任することとなった。

## エピソード
- 神村学園高1年時にジャイアンツカップへ出場した際、阿部慎之助から「打球判断がよかった」と褒められるほどの守備を魅せた。
- 枝豆が大好物。プロ入り後は寮生活で、あまり食べられないことをブログでこぼしている。
- 2011年のある試合で、抽選で選手のサイングッズとツーショット写真が当たるイベントが行われた。リーグ屈指の人気を誇る厚ヶ瀨には応募が殺到し、相当な高倍率になっている中、厚ヶ瀨の父親がまさかの当選。当選者名が発表された瞬間、球場が爆笑に包まれ、観客に声援を送られながら親子でツーショット写真を撮った。

## 詳細情報

### 年度別打撃成績
| 年 度      | 球 団                   | 試 合 | 打 席 | 打 数 | 得 点 | 安 打 | 二 塁 打 | 三 塁 打 | 本 塁 打 | 塁 打 | 打 点 | 盗 塁 | 盗 塁 死 | 犠 打 | 犠 飛 | 四 球 | 敬 遠 | 死 球 | 三 振 | 併 殺 打 | 打 率 | 出 塁 率 | 長 打 率 | O P S |
| ---------- | ----------------------- | ----- | ----- | ----- | ----- | ----- | -------- | -------- | -------- | ----- | ----- | ----- | -------- | ----- | ----- | ----- | ----- | ----- | ----- | -------- | ----- | -------- | -------- | ----- |
| 2010       | スマイリーズ ディオーネ | 40    | 195   | 167   | 34    | 56    | 13       | 4        | 0        | 77    | 23    | 18    | 10       | 3     | 0     | 25    | -     | 0     | 10    | 0        | .335  | .422     | .461     | .883  |
| 2011       | スマイリーズ ディオーネ | 50    | 196   | 157   | 32    | 50    | 5        | 6        | 0        | 67    | 21    | 17    | 3        | 2     | 1     | 35    | -     | 1     | 8     | 3        | .318  | .443     | .427     | .870  |
| 2012       | スマイリーズ ディオーネ | 36    | 132   | 104   | 20    | 39    | 2        | 4        | 0        | 49    | 14    | 8     | 5        | 2     | 0     | 26    | -     | 0     | 3     | 2        | .375  | .500     | .471     | .971  |
| 2013       | スマイリーズ ディオーネ | 44    | 142   | 120   | 17    | 39    | 6        | 0        | 0        | 45    | 12    | 17    | 3        | 2     | 1     | 19    | -     | 0     | 6     | 1        | .325  | .414     | .375     | .789  |
| 2014       | アストライア            | 35    | 126   | 105   | 20    | 33    | 4        | 4        | 0        | 45    | 8     | 8     | 3        | 3     | 0     | 17    | -     | 1     | 10    | 1        | .314  | .415     | .429     | .844  |
| 2015       | ディオーネ              | 52    | 206   | 166   | 37    | 60    | 7        | 4        | 0        | 75    | 11    | 13    | 4        | 9     | 0     | 28    | -     | 3     | 9     | 0        | .361  | .462     | .452     | .914  |
| 2016       | ディオーネ              | 35    | 141   | 105   | 25    | 36    | 4        | 2        | 0        | 44    | 11    | 4     | 2        | 6     | 0     | 30    | -     | 0     | 3     | 3        | .343  | .489     | .419     | .908  |
| 2017       | ディオーネ              | 47    | 190   | 164   | 33    | 51    | 4        | 4        | 1        | 66    | 7     | 3     | 3        | 3     | 0     | 23    | -     | 0     | 6     | 1        | .311  | .396     | .402     | .798  |
| 2018       | ディオーネ              | 44    | 175   | 151   | 27    | 54    | 10       | 4        | 0        | 72    | 24    | 7     | 1        | 1     | 2     | 21    | -     | 0     | 14    | 2        | .358  | .431     | .477     | .908  |
| 2019       | フローラ                | 66    | 244   | 216   | 33    | 70    | 9        | 1        | 0        | 81    | 22    | 23    | 4        | 1     | 0     | 23    | -     | 4     | 11    | 5        | .324  | .399     | .375     | .774  |
| JWBL：10年 | JWBL：10年              | 449   | 1747  | 1455  | 278   | 488   | 64       | 33       | 1        | 621   | 153   | 118   | 38       | 32    | 4     | 247   | -     | 9     | 80    | 18       | .335  | .434     | .427     | .861  |

- 2019年度シーズン終了時
- 「-」は記録なし
- 太字はリーグ1位
- 赤太字は女子プロ野球記録
- スマイリーズは、2013年にディオーネに球団名を変更

### 年度別投手成績
| 年 度     | 球 団        | 登 板 | 先 発 | 完 投 | 完 封 | 無 四 球 | 勝 利 | 敗 戦 | セ 丨 ブ | ホ 丨 ル ド | 勝 率 | 打 者 | 投 球 回 | 被 安 打 | 被 本 塁 打 | 与 四 球 | 敬 遠 | 与 死 球 | 奪 三 振 | 暴 投 | ボ 丨 ク | 失 点 | 自 責 点 | 防 御 率 | W H I P |
| --------- | ------------ | ----- | ----- | ----- | ----- | -------- | ----- | ----- | -------- | ----------- | ----- | ----- | -------- | -------- | ----------- | -------- | ----- | -------- | -------- | ----- | -------- | ----- | -------- | -------- | ------- |
| 2010      | スマイリーズ | 2     | -     | 0     | 0     | 0        | 0     | 0     | 0        | 0           | ----  | 9     | 2.0      | 2        | 0           | 1        | -     | 0        | 1        | 0     | 0        | 0     | 0        | 0.00     | 1.50    |
| 2011      | スマイリーズ | 5     | -     | 0     | 0     | 0        | 0     | 0     | 0        | 0           | ----  | 29    | 5.2      | 10       | 0           | 2        | -     | 0        | 1        | 0     | 0        | 6     | 6        | 7.37     | 2.11    |
| JWBL：2年 | JWBL：2年    | 7     | -     | 0     | 0     | 0        | 0     | 0     | 0        | 0           | ----  | 38    | 7.2      | 12       | 0           | 3        | -     | 0        | 2        | 0     | 0        | 6     | 6        | 5.45     | 1.95    |

- 2016年度シーズン終了時
- 「-」は記録なし
- 太字はリーグ1位

### タイトル
- ゴールデングラブ（2017年、2019年）
- ベストナイン（2012年、2014年-2019年）

### 背番号
- 51 (2010年 - 2013年)
- 9 (2014年)
- 6 (2015年)
- 1（2016年 - 2019年)
- 50（2020年）